# McMillan e signora
McMillan e signora (McMillan & Wife; conosciuta anche come McMillan) è una serie televisiva statunitense in 40 episodi trasmessi per la prima volta nel corso di 6 stagioni dal 1971 al 1977.
La serie fu candidata per 5 Emmy Award e 5 Golden Globe.

## Trama
Il quarantenne commissario di polizia di San Francisco Stewart McMillan è sposato con Sally. Spesso, Stewart risolve i casi proprio grazie all'intuito della moglie. Dopo la quinta stagione alcuni attori, tra cui anche Susan Saint James che interpretava la moglie, abbandonano il cast per dispute contrattuali e nella sesta stagione (l'ultima) la serie si intitola semplicemente McMillan. Nel plot, Sally muore in un incidente aereo e Stewart resta vedovo. Il nuovo format non fu un successo e la serie fu annullata dopo sei episodi.

## Personaggi e interpreti

### Personaggi principali
- Stewart 'Mac' McMillan (40 episodi, 1971-1977), interpretato da Rock Hudson.
- Sergente Charles Enright (36 episodi, 1971-1977), interpretato da John Schuck.
- Sally McMillan (32 episodi, 1971-1976), interpretata da Susan Saint James.
- Mildred (29 episodi, 1971-1976), interpretata da Nancy Walker, la cameriera della coppia.

### Personaggi secondari
- Maggie (7 episodi, 1974-1977), interpretata da Gloria Stroock.
- Agatha (7 episodi, 1976-1977), interpretata da Martha Raye, sorella di Mildred, nuova governante dopo l'abbandono del cast della Walker.
- D.A. Chapman (6 episodi, 1972-1973), interpretato da Martin E. Brooks.
- Sergente Steve Dimaggio (6 episodi, 1976-1977), interpretato da Richard Gilliland, dopo l'abbandono della serie da parte di John Schuck.
- Capitano Robert Stiles (4 episodi, 1971-1976), interpretato da Andrew Duggan.
- Al Parkins (4 episodi, 1972-1974), interpretato da Ned Wertimer.
- Darlene Marsnak (4 episodi, 1972-1973), interpretata da Barbara Rhoades.
- Carole Crenshaw (4 episodi, 1972-1974), interpretata da Carole Cook.
- Capitano Paulson (4 episodi, 1974-1977), interpretato da Bill Quinn.
- Emily Hull (3 episodi, 1971-1972), interpretata da Linda Watkins.
- Sykes (3 episodi, 1972-1973), interpretato da John Astin.
- Alonzo (3 episodi, 1971-1974), interpretato da Vito Scotti.
- Howard Sparks (3 episodi, 1971-1974), interpretato da Jackie Coogan.
- Ben Matthews (3 episodi, 1972-1974), interpretato da Michael Ansara.
- Brad (3 episodi, 1975-1977), interpretato da Morgan Jones.
- Bernard McGavin (3 episodi, 1973-1977), interpretato da Stuart Nisbet.
- Eddie (3 episodi, 1971-1977), interpretato da Walt Davis.
- Infermiera Fisher (1 episodio, 1976), interpretata da Lola Albright

## Registi
Tra i registi della serie sono accreditati:
- Robert Michael Lewis (5 episodi, 1972)
- Lou Antonio (4 episodi, 1974-1976)
- James Sheldon (3 episodi, 1974-1977)
- Harry Falk (3 episodi, 1974-1975)
- Daniel Petrie (2 episodi, 1971-1973)
- John Astin (2 episodi, 1971)
- Alex March (2 episodi, 1973-1974)
- Gary Nelson (2 episodi, 1973)
- Bob Finkel (2 episodi, 1975-1976)

## Distribuzione
La serie fu trasmessa negli Stati Uniti dal 1971 al 1977 sulla rete televisiva NBC.
In Italia è stata trasmessa da Rai 2 nel 1981 con il titolo McMillan e signora.
Alcune delle uscite internazionali sono state:
- negli Stati Uniti il 29 settembre 1971 (McMillan & Wife o McMillan)
- nel Regno Unito il 10 aprile 1972
- nei Paesi Bassi il 12 novembre 1972 (McMillan en vrouw)
- in Francia il 26 maggio 2000
- in Italia (McMillan e signora)
- in Spagna (McMillan y esposa)

## Episodi
| Stagione         | Episodi | Prima TV USA | Prima TV Italia |
| ---------------- | ------- | ------------ | --------------- |
| Prima stagione   | 7       | 1971-1972    | 1981            |
| Seconda stagione | 7       | 1972-1973    | 1981            |
| Terza stagione   | 6       | 1973-1974    | 1981            |
| Quarta stagione  | 6       | 1974-1975    | 1981            |
| Quinta stagione  | 7       | 1975-1976    |                 |
| Sesta stagione   | 6       | 1976-1977    |                 |